# Ananda Devi
Ananda Devi, född 1957, är en indiskättad författare från Mauritius, idag bosatt i Frankrike.
Ellerströms förlag och bokförlaget Tranan har introducerat några av Devis verk till svenska, i översättning av Maja Thrane och Jonas Ellerström.